# Zoanthus barnardi
Zoanthus barnardi är en korallart som beskrevs av Oscar Henrik Carlgren 1938. Zoanthus barnardi ingår i släktet Zoanthus och familjen Zoanthidae. Inga underarter finns listade i Catalogue of Life.